# 新桥镇 (绵阳市)
新桥镇，是中华人民共和国四川省绵阳市游仙区下辖的一个乡镇级行政单位。2019年12月，撤销街子镇和云凤镇，将其所属行政区域划归新桥镇管辖，新桥镇人民政府驻虹桥路东段2号。

## 行政区划
新桥镇下辖以下地区：
新桥镇社区、新桥桩子社区、桩子村、双桥村、桐籽村、大包村、同福村、三角村、两河村、玉泉村、铜铃村、民主村、新跃村和东华村。